# يوسف أبو وردة
يوسف أبو وردة (بالعبرية: יוסף אבו ורדה; ولد في 19 أغسطس، 1953) هو ممثل مسرح، سينما وتلفزيون فلسطينيي اسرائيلي من قرية الجش في الجليل الأعلى في الداخل.

## السيرة الذاتية
ولد أبو وردة في قرية الجش في الجليل، وهو الأخ الأكبر لخمسة أشقاء. في الخامسة من العمر انتقلت العائلة إلى مدينة عكا. درس يوسف في مدرسة «بيت تسفي» للمسرح.

## ألسيرة المهنية
لعب الممثل أدورا في مسرح حيفا البلدي، بما في ذلك "نظرة من الجسر"، "غيتو"، "انتظار غودو"، "المساعد"، "الروح اليهودية"، "الجزيرة"، "المطر الأسود"، "يوليسيس في زجاجات"، "عطش والجوع"، "محاكمة القرد"، "رجل وامرأة واحدة"، " استيقظ، أنتم والغناء"، "السيد بوفو"، "المهزلة"، "مدير دار"، "لعبة النهاية".
عرف لأدواره في مسلسل التحرر «هبورير» (2007-2014) ومسلسل الطاغية الطاغية الذي عرض على قناة Fx. في عام (2014) بالإضافة اللى دوره في فيلم الأرض الموعودة من اخراح عاموس جيتاي. (2004)
من أهم أعماله المسرحية هي مونودراما «ابن رابعة» وهي مسرحية مؤلفة من نصوص الفنان الراحل سلمان ناطور. واخراح مكرم خوري في مسرح الميدان في حيفا (2017). كما انه لعب دور البطولة في مسلسل «عالقون داخل الشباك» في عام 2015 من إخراج علي نصار. من احدث أعماله هي مسرحية الثنائي المرح من تمثيله، بالإضافة لمكرم خوري، واياد شيتي، ومن إخراج غسان عباس (2019)

## أعماله السينمائية
مسلسل Michel Ezra Safra and Sons في عام (1982)
الزملاء المسافرين Fellow Travellers في عام (1983)
على جسر ضيق On a Narrow Bridge في عام (1985)
لعب دور (علي) في فيلم ناديا Nadia الذي يروي قصة فتاة عربية في مدرسة يهودية (1986)
فيلم عرس الجليل Wedding in Galilee (باسم) للمخرج الفلسطيني ميشيل خليفي في عام (1987)
مثل من عام 1993 حتى 1994 في مسلسل جيران Sh'henim، الذي استمر من عام 1983 حتى 1994.
فيلم نهائي الكأس Cup Final في عام 1991.
فيلم درب التبانة The miky way ادى دور (الحاكم) من تأليف واخراح علي نصار. (1997)
فيلم يوم يوم Yom Yom (يوسف) في عام 1998.
فيلم دين أرون كوهين Aaron Cohen's Debt في عام 1999.
مقدس Kadosh في عام 1999.
فيلم تقدم Kedma في عام 2002.
مسلسل تيك ساغور Tik Sagur عام 2003.
فيلم خوخ Peach (سائق التاكسي) عام 2003.
مسلسل ميراف يروشالمي Meorav Yerushalmi في عامي 2003 و2004.
السنة صفر Year Zero عام 2004.
الأرض الموعودة Promised Land (يوسف) عام 2004.
فيلم عميت جيزمان Bizman Emet في عام 2004.
مسلسل الحب وراء الزاوية Ahava Me'ever Lapina عام 2005.
فيلم الجمرات الهامسة Whispering Embers عام 2005.
فيلم انفصال Disengagement عام 2007.
القياس Mapping فيلم قصير (2007)
لأجل أبي For My Father عام (2008)
المر والرمان Pomegranates and Myrrh تأليف واخراج نجوى نجار (2008)
امريكا Amreeka لعب دور (نبيل حلبي) الفيلم من تأليف واخراج شيرين دعيبس (2009)
مسلسل رباعية ران The Ran Quadruplets دور (ايلي ران) 2008-2010.
لعب دور (اردك) في مسلسل انقسام Hatsuya في عامي 2009 و2010.
فيلم حبيبي راسك خربان Habibi Rasak Kharban من تأليف واخراج سوزان يوسف (2011)
وراثة Inheritance (خليل) فيلم من إخراج هيام عباس، تأليف: هيام عباس، وعلاء حليحل. (2012)
فيلم أنا عربية Ana Arabia عام 2013.
مسلسل التحررHa-Borer ادى دور عمران 2007-2014.
المنقذ The Savior الراوي لوك (2014)
الطاغية Tyrant عام 2014.
عالقون داخل الشباك Lechudim Betoch HaReshet عام 2015.
لعب دور الحاكم العسكري في فيلم 3000 ليلة 3000 Nights لمي المصري (2015)
(الطبيب النسائي) في فيلم هواء مقدس Holy Air لشادي سرور (2017)
مسلسل الموصل The Conductor دور الطبيب (2018)
فيلم الركوب على العاصفة Ride Upon the Storm لادم برايس دور علي (2018)

## روابط خارجية
- يوسف أبو وردة على موقع IMDb (الإنجليزية)
- يوسف أبو وردة على موقع ألو سيني (الفرنسية)
- يوسف أبو وردة على موقع ألو سيني (الفرنسية)
- يوسف أبو وردة على موقع ألو سيني (الفرنسية)
- يوسف أبو وردة على موقع أول موفي (الإنجليزية)
- يوسف أبو وردة على موقع قاعدة بيانات الفيلم (الإنجليزية)
- يوسف أبو وردة على موقع كينوبويسك (الروسية)